# Wu Shuang Pu

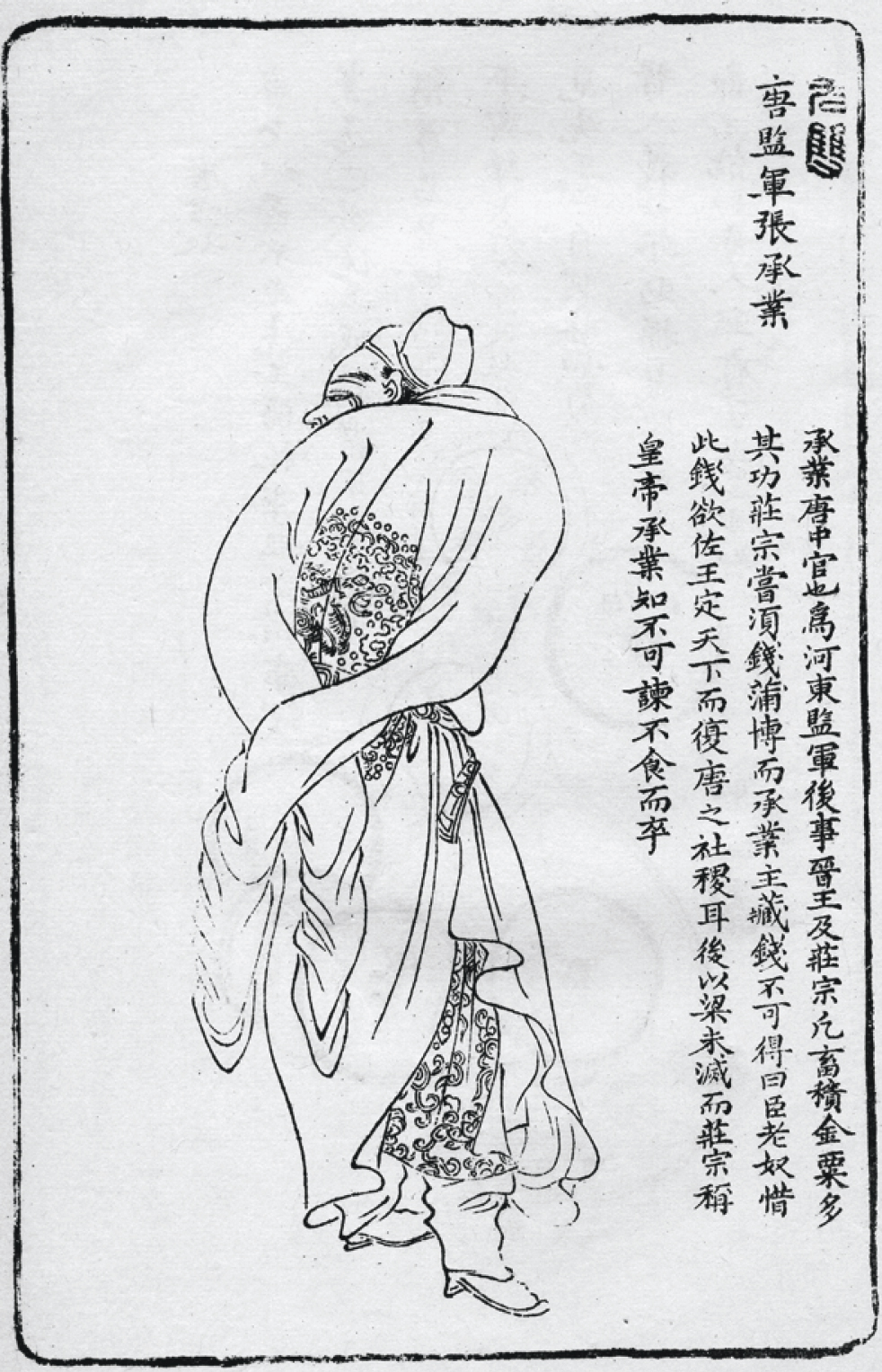
Zhang Chengye come raffigurato nel Wu Shuang Pu di Jin Guliang

Wu Shuang Pu (無雙譜, in italiano "Tavola degli eroi impareggiabili") è una raccolta di xilografie della scuola di Zhejiang pubblicata in Cina dal pittore Jin Guliang nel 1694.

## L'autore
Jin Guliang nacque a Shanyin (attuale Shaoxing) nel 1625 durante il regno dell'imperatore Tianqi e defunse nel 1695 sotto il regno di Kangxi. 

## Stile e contenuti del libro
Wu Shuang Pu contiene ritratti immaginari e sintetiche biografie in stile yue fu di quaranta personaggi storici famosi che segnarono la storia cinese a partire dall’inizio della dinastia Han (206 a.C.) sino alla dinastia Song (1279 d.C.). Fra i numerosi personaggi trattati, degni di nota sono Wu Zetian, Xiang Yu, Hua Mulan, Li Bai e Sima Qian. Gli artisti dedicatisi alla realizzazione della silografia dipinsero questi personaggi famosi e popolari accompagnandoli con brevi bibliografie sulla loro storia e sulle gesta del passato.  
Per la realizzazione dell'opera Jin Guliang seguì gli esempi di Cui Zizhong, colui il quale diede avvio alla prima grande ripresa della pittura figurativa durante la dinastia Song. Lo stile pittorico della silografia fu inoltre ispirato a quello del pittore Chen Hongshou, il cui stile è caratterizzato da figure vivaci e stilizzate.   
Sin dalla pubblicazione, Wu Shuang Pu ebbe rapida diffusione giungendo addirittura ad avere grande influenza sulle varie forme artistiche, quali la pittura, il ricamo e la decorazione delle porcellane. In particolare in quest'ultimo caso, l'influenza della raccolta fu tale da generare i vasi detti "wu shuang pu" che diedero avvio ad una nuova corrente artistica.   

## Curiosità
La versione originale del libro è fornita d'un sigillo di Nanling ed è per questo chiamato anche Nanling Wu Shuang Pu. Una seconda edizione del libro datata al 1699 si trova nel Museo nazionale della Cina.  
Nel gennaio 2006, un originale dipinto a mano del Wu Shuang Pu è stato venduto alla casa d'aste Chongyuan di Shanghai per 2,86 milioni di CNY, circa 375.000 euro.

## I 40 impareggiabili
| nº | Nome   | Traduzione                                                                                               |
| -- | ------ | --- |
| 1  | 张良   | Zhang Liang (c. 250-189 a. C.) (Zhang Zifang 张子房, Liu Hou 留侯)                                       |
| 2  | 项羽   | Xiang Yu (232-202 a. C.) (Xichu Bawang 西楚霸王)                                                         |
| 3  | 伏生   | Fu Sheng (c. 268-178 a. C.)                                                                              |
| 4  | 东方朔 | Dongfang Shuo (154-93 a. C.) (Dong Fang Man Qian 东方曼倩)                                               |
| 5  | 张骞   | Zhang Qian (164-114 a. C.)                                                                               |
| 6  | 苏武   | Su Wu (140-60 a. C.) (Su Si Qing 苏子卿)                                                                 |
| 7  | 司马迁 | Sima Qian (c. 145-86 a. C.) (Long Men Si 龙门司, Ma Qian Si 马迁司, Ma Zi Chang 马子长)                  |
| 8  | 董贤   | Dong Xian (23-1 a. C.)                                                                                   |
| 9  | 严子陵 | Yan Zi Ling (c. 0-75) (Yan Xiansheng 严先生, Yan Guang 嚴光)                                             |
| 10 | 曹娥   | Cao E (c.130-143) (Cao Xiaonü 曹孝女)                                                                    |
| 11 | 班超   | Ban Chao (32-102) (Ding Yuan Hou 定远侯)                                                                 |
| 12 | 班昭   | Ban Zhao (45-116) (Ban Huiban 班惠班, Cao Daijia 曹大家)                                                 |
| 13 | 赵娥   | Zhao E (c. 150-250) (Zhao E Qin 趙娥親)                                                                  |
| 14 | 孙策   | Sun Ce (175-200) (Jiang Dong Sun Lang 江东孙郎)                                                          |
| 15 | 诸葛亮 | Zhuge Liang (181-234) (Han Cheng Qiang 汉承相)                                                           |
| 16 | 焦孝然 | Jiao Xiao Ran (c. 481-221 a. C.) (Yin Shi 隐士)                                                          |
| 17 | 刘谌   | Liu Chen (c. 220-263) (Beidi Wang, Prince of Beidi 北地王)                                               |
| 18 | 羊祜   | Yang Hu (221-278) (Yang Shu Zi 羊叔子)                                                                   |
| 19 | 周处   | Zhou Chu (236-297)                                                                                       |
| 20 | 绿珠   | Lüzhu (c. 250-300)                                                                                       |
| 21 | 陶渊明 | Tao Yuanming (365-427)                                                                                   |
| 22 | 王猛   | Wang Meng (325-375) (Wang Jing Lue 王景略)                                                               |
| 23 | 謝安   | Xie An (320-385) (Xie Gong 谢公, Jin Tai Fu 晋太傅) (Xie Anshi 謝安石)                                   |
| 24 | 苏蕙   | Su Hui (poet) (351-381) (Su Ruo Lan 苏若兰)                                                              |
| 25 | 花木兰 | Hua Mulan (c.400-500)                                                                                    |
| 26 | 冼夫人 | Xian Fu Ren (c. 512-602) (Lady Xian) (Qiaoguo Fu Ren 谯国夫人)                                           |
| 27 | 武则天 | Wu Zetian (624-705) (Wu Zhao 武曌)                                                                       |
| 28 | 狄仁杰 | Di Renjie (Liang Gong 梁公) (630-700)                                                                    |
| 29 | 安金藏 | An Jincang (c. 600-800) (dai guo gong le gong an 代国公乐工安金藏)                                       |
| 30 | 郭子仪 | Guo Ziyi (697-781) (Shangfu Guo/changfu Guo, fen yang wang 尚父郭汾阳王)                                 |
| 31 | 李白   | Li Bai (701-762) (Li Tai Bai, Li po, Li Tai Po, Li Qing Lian, (Hao) Qinglian Jushi)                      |
| 32 | 李泌   | Li Bi (722-789) (Liye Hou 李邺侯)                                                                        |
| 33 | 张承业 | Zhang Chengye (846-922) (Tang Jian Jun 唐建军)                                                           |
| 34 | 冯道   | Feng Dao (882-954) (chang yue lao 长乐老)                                                                |
| 35 | 陳摶   | Chen Tuan (871-989) (Chen Chuan 陈抟, Chen Tunan, Xian Cheng (华山陈图南先生 hua shan chen tu nan xian)) |
| 36 | 钱镠   | Qian Liu (852-932) (Qian X), (吴越钱武肃王 wu yue qian wu su wang)                                       |
| 37 | 安民   | An Min (c.1050-1125)                                                                                     |
| 38 | 陈东   | Chen Dong (1086-1127) (Tai Xue Lu 太学绿)                                                                |
| 39 | 岳飞   | Yue Fei (1103-1142) (Yue E Wang 岳鄂王)                                                                  |
| 40 | 文天祥 | Wen Tianxiang (1236-1283) (Wen Chengxiang 丞相)                                                          |

## Ripubblicazioni selezionate (cinese)
- Jin Guliang, Wu shuang pu, Shijiazhuang, Cina, Hebei casa editrice dei popoli, 1996, ISBN 7531008157.
- Jin Guliang, Wu shuang pu, Hefei, Cina, Anhui casa editrice dei popoli, 2013, ISBN 7212060542.

## Ripubblicazioni selezionate (inglese)
- Arno Jacobs, The Beauty of Chinese Porcelain, Symbolism and WuShuangPu, 2021, ISBN 9798716899834.